# Celestyn III
Celestyn III (łac. Coelestinus, właśc. Giacinto Boboni; ur. ok. 1105 w Rzymie, zm. 8 stycznia 1198 tamże) – papież od 21 marca 1191 do 8 stycznia 1198.

## Życiorys
Giacinto Bobone pochodził z arystokratycznej rzymskiej rodziny. W 1126 roku został subdiakonem Świętego Kościoła Rzymskiego; jego podpis, jako subdiakona, widnieje na bullach z 21 lipca 1126 i 22 kwietnia 1138. W latach 1138–1140 studiował we Francji u Abelarda i bronił jego poglądów na synodzie w Sens (1140). Papież Lucjusz II mianował go kardynałem diakonem Santa Maria in Cosmedin w grudniu 1144 roku. Podpisywał bulle papieskie między 27 grudnia 1144 a 17 lutego 1191. Reprezentował papieża Hadriana IV w sejmie w Augsburgu w czerwcu 1158 r. Dwukrotnie (1154–1155 i 1172–1174) działał jako legat papieski w Hiszpanii. Był także legatem we Francji (1162 i 1165) i północnej Italii (1165, 1177, 1181 i 1187). W okresie schizmy 1159–1178 popierał prawowitego papieża Aleksandra III, opowiadał się jednak za ugodową polityką wobec cesarza Fryderyka I.

## Pontyfikat
Po śmierci Klemensa III około 85-letni Giaconto Bobone został wybrany na papieża, jako kandydat kompromisowy wobec sporów kardynałów procesarskich i prosycylijskich. Data jego elekcji, podobnie jak data śmierci jego poprzednika, nie są ustalone ze stuprocentową pewnością. Oba te wydarzenia musiały jednak mieć miejsce pomiędzy 20 a 24 marca 1191. Według rocznika z Regensburga Klemens III zmarł 20 marca, a kardynał Bobone został wybrany jego następcą następnego dnia, 21 marca. Został konsekrowany w Wielkanoc 14 kwietnia 1191 r. i przybrał imię Celestyn III.
Jednym z pierwszych aktów jego pontyfikatu było koronowanie na cesarza króla niemieckiego Henryka VI, który zmierzał wówczas na podbój królestwa Sycylii (15 kwietnia 1191). Wyprawa cesarza skończyła się jednak porażką w walkach z Tankredem Sycylijskim. Celestyn III, wykorzystując trudną sytuację cesarza, zawarł w Gravina sojusz z Tankredem latem 1192. Sędziwy papież nie zdecydował się jednak na otwarte wystąpienie przeciw Henrykowi VI, mimo że ten uwięził króla Anglii Ryszarda Lwie Serce, któremu jako krzyżowcowi przysługiwał papieski przywilej nietykalności, oraz ingerował w obsadę urzędów kościelnych (m.in. w Liège, gdzie usunął ze stanowiska Alberta z Louvain, a następnie dopuścił do jego zamordowania).
W 1194 roku zmarł Tankred Sycylijski, co natychmiast wykorzystał Henryk VI, zajmując południe Włoch i koronując się na króla Sycylii w Boże Narodzenie 1194. Papież, mimo że dostrzegał niebezpieczeństwo wynikające ze zjednoczenia Sycylii i Cesarstwa, wzbraniał się przed aktywnym wystąpieniem przeciw Henrykowi VI, ograniczając się do dyskretnego wspierania opozycji przeciw niemu. Cesarz, chcąc by papież ochrzcił jego syna, Fryderyka II, zaproponował Celestynowi nową krucjatę. Papież przystał na tę propozycję, lecz gdy Henryk przyjechał do Rzymu na negocjacje jesienią 1196 – Celestyn odmówił zrzeczenia się terytoriów papieskich. Następnie podsycił, i tak już istniejącą, opozycję na Sycylii, przeciw utworzeniu monarchii dziedzicznej, którą Henryk okrutnie stłumił. Śmierć cesarza w 1197 roku odwlekła jednak starcie papiestwa z cesarstwem o kilkadziesiąt lat.
Celestyn III zatwierdził zakon krzyżacki, powstały w 1190 roku w Palestynie. Unieważnił też rozwód króla Francji Filipa II Augusta z jego żoną Ingeborgą (maj 1195). Wspierał rekonkwistę w Hiszpanii. Uporządkował też finanse Stolicy Apostolskiej; za jego pontyfikatu kamerling Cencio (przyszły papież Honoriusz III) wydał księgę Liber censuum, zawierającą katalog dóbr Stolicy Apostolskiej i należnych jej opłat. W 1193 kanonizował Giovanni Gualberto, założyciela kongregacji benedyktyńskiej Vallombrosa. Według niektórych przekazów pod koniec życia wyrażał wolę abdykacji na rzecz swojego bliskiego współpracownika (i być może krewnego) kardynała Giovanni di San Paolo, jednak kardynałowie z jego otoczenia stanowczo się temu sprzeciwiali.